# Isidore Moray
 (février 2020).
Si vous disposez d'ouvrages ou d'articles de référence ou si vous connaissez des sites web de qualité traitant du thème abordé ici, merci de compléter l'article en donnant les références utiles à sa vérifiabilité et en les liant à la section « Notes et références ».
Isidore Moray, mort en mars 1937 en Belgique, est un réalisateur de film et un documentariste belge, fondateur du Journal belge d'actualité pour le cinéma en 1913.

## Biographie
Il tourne de 1912 à 1930 des fictions, des documentaires sur des sujets variés et des films patriotiques.

## Fictions
- Zonneslag & Cie (1912) avec Gustave Libeau
- La famille Van Petegem à la mer (1912) avec Esther Deltenre et Gustave Libeau
- Une victime du petit coureur (1913) avec Fernand Crommelynck et Madame Rhena[3]
- Ce que femme veut (1921) coréalisé avec Fernand Wicheler, interprété par Mademoiselle Allençon[4], Gerbeau, Gustave Libeau, Madame Libeau
- La maison dans la dune (1925) coréalisé avec Fernand Wicheler, interprété par Gilberte Legrand et Willy Maury

## Documentaires
- De Ronde van België (Le Tour de Belgique) (1913)
- De Atletiekkampioenschappen van België (Les Championnats de Belgique des sports athlétiques) (1913)
- La Visite officielle des souverains du Danemark (1914)
- Les Inondations et la crue de la Meuse (1914)
- Funérailles de M. Delporte, à Dour (1914)
- Le Mystère de la Libre Belgique ou les exploits des 4 as (1920)
- La Force des vingt ans (1921)
- Burgerwacht (Garde civique) (1924)
- Stoet van de Ommegang (Cortège de l'Ommegang) (1930)
- Défilé des combattants (1930)
- Cortèges historiques (Fastes belges) (1930)
- Cérémonie patriotique au Cinquantenaire (1930)